# Stazione di Capolago Lago
La stazione di Capolago Lago è il capolinea inferiore della ferrovia del Monte Generoso. È posta nel centro abitato di Capolago, in riva al Ceresio.